# Barton-Zard-synthese
De Barton-Zard-synthese is een organische reactie tussen een nitro-alkeen en een α-isocyanoacetaat, die onder basische omstandigheden reageren tot een pyrroolderivaat:
De reactie werd in 1985 beschreven door Nobelprijswinnaar Derek Barton en Samir Zard. Ze wordt onder meer toegepast in de synthese van biologisch actieve pyrrolen en polypyrrolen en van porfyrinederivaten.

## Reactiemechanisme
De reactie start met de deprotonering van het α-isocyanoacetaat, zodat het overeenkomstig carbanion (1) ontstaat. Dit anion wordt uitstekend gestabiliseerd door resonantie in de carbonylgroep en de isocyanaatgroep. Het anion voert een Michael-additie uit op het nitro-alkeen (2), zodat een anionisch adduct (3) ontstaat. Hierna volgt een ringsluiting, doordat het anion (dat door resonantie wordt gestabiliseerd in de nitrogroep) aanvalt op het koolstofatoom in de isocyanaatgroep. Het ontstane heterocyclische intermediair 4 wordt met de base gedeprotoneerd (5), zodat de nitrogroep (weliswaar onder de vorm van salpeterigzuur) wordt geëlimineerd tot het intermediair 6. De laatste reactiestap betreft opnieuw een deprotonering, waarbij de aromatische pyrroolring gevormd wordt: